# Founex
Founex  é uma  comuna Suíça do Cantão de Vaud, pertencente ao Distrito de Nyon. Faz parte de uma das nove comunas da Terra Santa e como elas encontra-se na Região Lemánica

## História
Founex foi influenciada pela baronia de Coppet, pela diocese de Genebra e pelas confrarias locais que marcaram o destino da aldeia, como a ocupação de Berneses, assim como a migração maciça provocada pelo Édito de Nantes assim como a grande depressão do século XVII
A Capela Católica Saint Robert de Molesmes está localizada entre o lago e a estrada suíça. Este edifício foi erguido em 1898-1899 em um terreno doado pela Baronesa Double de Saint Lambert. Foi inaugurado e abençoado em 3 de agosto de 1899 por Monsenhor Déruaz. Em 8 de maio de 1925, monsenhor Besson a instituiu como paróquia.